# Balones
Balones é um município da Espanha na província de Alicante, Comunidade Valenciana. Tem 11,2 km² de área e em 2021 tinha 134 habitantes (densidade: 12 hab./km²).

## Demografia
| Variação demográfica do município entre 1991 e 2004 | Variação demográfica do município entre 1991 e 2004 | Variação demográfica do município entre 1991 e 2004 | Variação demográfica do município entre 1991 e 2004 |
| --------------------------------------------------- | --------------------------------------------------- | --------------------------------------------------- | --------------------------------------------------- |
| 1991                                                | 1996                                                | 2001                                                | 2004                                                |
| 152                                                 | 176                                                 | 185                                                 | 171                                                 |